# Viktorija, kraljica Ujedinjenog Kraljevstva
Viktorija, eng. Alexandrina Victoria (London, 24. svibnja 1819. – Wight, 22. siječnja 1901.), kraljica Ujedinjenog Kraljevstva od 1837. i carica Indije od 1876. Njezina vladavina, poznata kao viktorijansko doba, trajala je gotovo 64 godine, što je čini drugim najduže vladajućim britanskim monarhom. Dana 9. rujna 2015. prestigla ju je Elizabeta II.
Viktorijansko doba je obilježeno ekonomskim i tehnološkim napretkom Ujedinjenog Kraljevstva, društvenim promjenama i vrhuncem industrijske revolucije. Za vrijeme Viktorijine vladavine Britansko Carstvo je postalo vodeća svjetska sila.
Viktorija, gotovo potpuno njemačkog podrijetla, posljednji je britanski monarh iz kuće Hannover. Naslijedila je svoga strica Vilima IV., a na prijestolju ju je zamijenio sin Eduard VII.

## Nasljednica
Kraljevna Viktorija od Kenta rođena je u palači Kensington, za vrijeme vladavine svoga djeda, Đure III. Bila je jedino dijete princa Edvarda Augusta i Viktorije Saskokoburške. Pedesetogodišnji princ umro je od raka osam mjeseci nakon kćerina rođenja, a samo šest dana poslije od sifilisa umire i Viktorijin djed. Kruna tako dolazi do Viktorijinog strica, Đure IV.
Kao kraljevna je tijekom školovanja učila njemački, engleski, talijanski, grčki, kineski i francuski. Pored jezika učila je o glazbi, aritmetici i povijesti.
Viktorijin stric je umro nadživjevši svoju jedinu kćer, pa je na prijestolje sjeo njen drugi stric njegov brat Vilim. Vilim je bio otac desetero vanbračne djece, ali kako su sva njegova djeca s kraljicom Adelaidom umrla u djetinjstvu, Viktorija je proglašena njegovom mogućom nasljednicom. Vilim je imao još mlađe braće, ali Viktorija je bila ispred njih u nasljednom nizu zato što je njen otac bio stariji od njih i tako ispred njih. Zakon tada nije imao posebna ograničenja u pogledu starosti monarha, pa je Viktorija mogla doći na prijestolje i kao dijete, ali bi u tom slučaju njena majka, vojvotkinja od Kenta, upravljala državom kao regent.
Svog prvog rođaka i budućeg muža, princa Alberta od Sachsencoburga i Gothe, upoznala je kao šesnaestogodišnjakinja, ali tek tri godine poslije u pismima spominje svoju ljubav prema njemu.

## Vladavina

### Početak vladavine
Vilim IV. umro je posljedica srčanog udara u 71. godini života. Osamnaestogodišnja Viktorija je tako postala kraljica u ranim jutarnjim satima 20. lipnja 1837. godine, a njezina krunidba je održana 28. lipnja 1838. Mlada kraljica navršila je osamnaest godina nepunih mjesec dana prije Vilimove smrti, pa nije bilo potrebe za regenstvom. Smrt Vilima IV. označila je kraj unije Ujedinjenog Kraljevstva i Hanovera, pošto Viktorija, kao žena, nije mogla naslijediti hanoverski tron. Hanover je tako naslijedio njen rođak, Ernest August I., koji je bio i kraljičin mogući nasljednik sve do rođenja njenog prvog djeteta.
U vrijeme kada je Viktorija naslijedila prijestolje, vlada je bila pod kontrolom vigovaca do 1830. godine. Njihov premijer, lord Melbourne, kratko je vrijeme bio veoma utjecajan savjetnik mlade i politički neiskusne kraljice. Njegova vlada nije dugo trajala; postajala je sve manje popularna i suočila se s velikim teškoćama u upravi kolonija. 1839. godine, nesposoban da se nosi s problemima u kolonijama, lord Melbourne je dao ostavku.
Viktorija je povjerila formiranje nove vlade Robertu Peelu, torijevcu, ali se susrela s problemom poznatim kao Kriza spavaće odaje (Bedchamber Crisis). U to vrijeme je bilo uobičajeno da dvorsko osoblje imenuje premijer na osnovu stranačke pripadnosti. Većina dvorskih dama je bila udata za vigovce, pa ih je Peel želio zamijeniti suprugama torijevaca. Viktorija se oštro usprotivila uklanjanju ovih žena s dvora, koje je smatrala bliskim prijateljicama, a ne običnim članovima ceremonijalne institucije. Robert Peel je smatrao da ne može raditi pod ovim kraljičinim pravilima, pa je dao ostavku, nakon čega se na vlast vraća Melbourne.
Godine 1841. Peelova stranka pobjeđuje na izborima, a on ponovno postaje premijer. Administracija mu je naišla na još jedan problem - Zakon o žitaricama. Mnogi torijevci su se protivili ovom zakonu, dok su ga ostali pripadnici te stranke (tzv. "Peeliti") zajedno s većinom liberala podržavali. Nedugo nakon što je prijedlog jedva usvojen, Peel je dao ostavku, a zamijenio ga je John Russell. Iako liberal, ni Russell ni njegova administracija, nisu bili po kraljičinoj volji. Viktorija je posebno drskim smatrala ministra vanjskih poslova, lorda Palmerstona, koji je često radio bez prethodnih konzultacija s kabinetom, premijerom ili njom kao kraljicom. Godine 1849. Viktorija je uložila žalbu lordu Johnu Russellu, tvrdeći da je Palmerston poslao službene pošiljke stranim vladarima bez njenog znanja. Žalbu je ponovila 1850. godine, ali bez uspjeha. Tek je 1851. godine lord Palmerston smijenjen. Tom prilikom je objavio podršku britanske vlade predsjedniku Luju-Napoleonu Bonaparti, te promjeni državnog uređenja Francuske bez prethodnih konzultacija s premijerom.

### Kraljica u Irskoj
Mlada kraljica se zaljubila u Irsku. Izabrala je tu provesti odmor, što je Irsku učinilo jednim od najpopularnijih turističkih odredišta 19. stoljeća. Njena ljubav prema otoku je bila popraćena toplinom kojom su Irci dočekali mladu kraljicu. Godine 1845. Irska je bila pogođena velikom glađu uzrokovanom slabim urodom krumpira. Za četiri godine izgladnjelo je 500 000 ljudi, a milijun je natjerano u potragu za novim domom. Na ovo teško stanje irskog naroda Viktorija je odgovorila doniranjem 2000 funti. 
Viktorijin prvi službeni posjet Irskoj, 1849. godine, posebno je organizirao George Villiers, lord-zastupnik Irske i vođa britanske administracije, da bi odvukao pažnju od krize ali i da bi privukao pažnju političara kroz kraljičino prisustvo i skrenuo im pažnju na ozbiljnost problema nestašice hrane. Bez obzira na negativan utjecaj nestašice na njenu popularnost, kraljica je ostala dovoljno popularna kod nacionalista da joj i dalje pjevaju Bože, čuvaj kraljicu, nakon stranačkih sastanaka. 
Međutim, do kraja osamdesetih godina devetnaestog stoljeća, utjecaj i popularnost monarha u Irskoj je značajno opala. Dijelom je to rezultat Viktorijine odluke da ne posjeti Irsku, izražavajući tako svoje nezadovoljstvo odlukom Dublinske korporacije da odbije čestitati njenom sinu, Edvardu VII., brak s danskom kraljevnom Aleksandrom, kao i da čestita kraljevskom paru rođenje sina.
Mnogi premijeri, lordovi, pa čak i članovi kraljevske obitelji su vršili pritisak na kraljicu da odabere Irsku za lokaciju svoje rezidencije, što je ona odlučno odbijala. U svojim memoarima 1930. godine, William Brodrick, bivši vođa Irske unionističke stranke, opisao je ovu Viktorijinu odluku kao katastrofalnu za britansku vladavinu u Irskoj.
Viktorijin posljednji posjet Irskoj zbio se 1900. godine, kada je došla pozvati Irce da se pridruže britanskoj vojsci i da se bore u Drugom boerskom ratu. Nacionalističke prosvjeda protiv njenog posjeta raširio je Arthur Griffith. On je osnovao organizaciju, Galsku ligu, da bi ujedinio opoziciju. Pet godina kasnije, Griffith je iskoristio kontakte uspostavljene prilikom kampanje protiv kraljičinog posjeta u svrhu formiranja novog političkog pokreta, Sinn Féina.

### Indijsko carstvo
Viktorija je postala svjesna da će jednog dana njena najstarija kći, također po imenu Viktorija, postati njemačka carica onog dana kad joj muž postane car. To bi značilo da će kraljicu po tituli premašiti njena kći - carica, pa makar to bila samo po braku. Viktorija je zato odlučila, po savjetu premijera Benjamina Disraelia, svoju dugogodišnju koloniju pretvoriti u carevinu, a sebe proglasiti njenom prvom caricom, 1. svibnja 1876. godine. Nakon njene smrti, Indijom su carevala još četiri britanska kralja. Titula je prestala postojati tokom vladavine Đure VI., kada Indija dobiva neovisnost.

### Pokušaji atentata
Tijekom Viktorijine prve trudnoće, jedanaestogodišnji Edward Oxford pokušao je izvršiti atentat na kraljicu dok se vozila u kočiji s princom Albertom. Dječak je pucao dva puta, ali je oba puta promašio. Suđeno mu je za veleizdaju, ali je oslobođen zbog neuračunljivosti. Narod je odmah posumnjao da je ovo plan Viktorijinog rođaka, kojim je htio eliminirati Viktoriju i preuzeti njenu krunu. Ova teorija o namjeri stranca da naudi kraljici kod ljudi je izazvala osjećaje domoljublja i lojalnosti. Kasnije su se dogodila još tri slična pokušaja atentata, iz kojih je Viktorija izašla nepovrijeđena.
Godine 1842. Viktorija je bila na meti atentatora još dva puta. 29. svibnja John Francis je pucao na kraljicu, ali bez uspjeha. Samo dan prije nego što je određena kazna za Francisov zločin, još jedan dječak, John William Bean, je pucao na kraljicu. Princ Albert je smatrao da su ovi pokušaji inspirirani Oxfordovim napadom 3. srpnja iste godine. Iako je Beanova puška bila napunjena papirom i duhanom, kazna za pokušaj atentata je bila smrtna. Princ Albert je, međutim, vidio smrtnu kaznu kao prestrogu i predložio parlamentu da donese zakonski akt kojim će se upotreba vatrenog oružja u prisustvu kraljice ili bilo čega sličnog s ciljem da se ona uznemiri, kažnjavati sa sedam godina zatvora i svakodnevnim bičevanjem. Bean je osuđen na osamnaest mjeseci zatvora, ali ni on, kao ni ostali osuđenici, nisu bičevani.
Za Viktoriju se izuzetno stresnim pokazao period u kojem je Russell bio premijer. Godine 1849. nezaposleni i nezadovoljni Irac, William Hamilton, pokušao je svoje nezadovoljstvo iskazati pucnjevima dok se kraljica vozila kočijom. Prema zakonu iz 1842. godine, osuđen je na sedam godina zatvora. Godine 1850. kraljica je povrijeđena u napadu koji je izveo njen bivši časnik i najvjerojatnije psihički nezdrav Robert Pate. Pate ju je udario pištoljem, pri čemu je zadobila lakše povrjede. Pošto nije uspio dokazati neuračunljivost, osuđen je kao i Hamilton.

### Obiteljski život
Viktorija se vjenčala s princom Albertom 10. veljače 1840. godine u palači St. James's. Albert nije samo postao kraljičin životni suputnik, već i značajan politički savjetnik, potiskujući lorda Melbourna s te pozicije.
Pokušaj atentata 1840. godine nije imao utjecaja na Viktorijino zdravlje i trudnoću. Prvo dijete Viktorije i Alberta, kćer nazvana Viktorija, rođena je 21. studenog 1840. godine. Ukupno devetero djece rodit će se iz iznimno sretnog kraljevskog braka.
Princ Albert je umro 14. prosinca 1861. Njegova je smrt teško pogodila Viktoriju, koja je do kraja života nosila crninu i tugovala za njim. Viktorija je narednih četrdeset godina naređivala da se svakog jutra njegova odjeća polaže čista na krevet u dvorcu Windsor. Izbjegavala je pojavljivanje u javnosti i sljedećih nekoliko godina je rijetko posjećivala London. Svog je sina, indiskretnog i neozbiljnog mladića, krivila za Albertovu smrt. Viktorijina izoliranost je značajno umanjila popularnost monarhije i ohrabrila republikanski pokret. Iako je izvršavala svoje dužnosti, Viktorija nije aktivno sudjelovala u vladi, sklanjajući se u svoje kraljevske rezidencije, Balmoral u Škotskoj i Osborne na otoku Wight. Za vrijeme njenog odsustva je donesen jedan od najznačajnijih zakonskih akata devetnaestog stoljeća, Reformski akt. Lord Palmerston se žestoko protivio izbornom sustavu, ali kako je njegova administracja završila njegovom smrću 1865. godine, zakon je usvojen za vrijeme administracije lorda Derbyja.
Kako je vrijeme prolazilo Viktorija se počela oslanjati na svog slugu, Johna Browna. Kružile su glasine o navodnoj romansi pa čak i o braku između kraljice i Browna. Nema konkretnih dokaza o vrsti njihovog odnosa, ipak, kada je Viktorijino tijelo smješteno u kovčeg, dva seta uspomena su smještena s njom, prema njenom zahtjevu. Pored nje je ostavljeno jedno od Albertovih odijela, a u njenu lijevu ruku je položen pramen Brownove kose, zajedno s njegovom fotografijom. Glasine o aferi i braku zaradile su Viktoriji još jedan nadimak - "Gospođa Brown".

### Kasnija vladavina i smrt
Godine 1887. godine Britansko Carstvo je proslavio kraljičin zlatni jubilej. Viktorija je proslavila pedesetu godišnjicu dolaska na tron 20. lipnja. Priredila je banket na koji je pozvala preko pedeset europskih monarha. Irski anarhisti planirali su, ali nisu uspjeli, raznijeti Westminstersku opatiju, gdje je kraljica sudjelovala u ceremoniji koju je Mark Twain opisao kao "razvučenu do granica vidokruga u oba pravca". Ove proslave i raskošni balovi opet su Viktoriju vratili na mjesto najpopularnijeg europskog monarha.
Dana 22. rujna 1896. godine Viktorija je zamijenila svog djeda na mjestu najduže vladajućeg britanskog monarha. Kraljica je naredila da se sve službene proslave odlože do 1897. godine, odnosno do njenog dijamantnog jubileja. Joseph Chamberlain, kolonijalni tajnik, predložio je da se jubilej proglasi festivalom Britanskog Carstva, pa su na proslavu pozvani upravitelji svih kolonija. Proslava dijamantnog jubileja uključivala je trupe iz svih britanskih kolonija i njenih teritorija, zajedno s vojnicima koje su poslali indijski maharadže u znak poštovanja prema carici. Dijamantni jubilej je obilježen velikim izljevima poštovanja prema sedamdesetogodišnjoj kraljici.
Sljedeći običaj koji je održavala nakon Albertove smrti: Viktorija je provela Božić u kući Osborn, na otoku Wight. Umrla je 22. siječnja 1901. godine, s 81 godinom života i 63 godine vladavine. Pored nje su bili njen sin Edvard VII. i njen unuk, njemački car Wilhelm II. Sahranjena je 2. veljače, a po njenoj želji, kovčeg su nosili njeni sinovi. Iako je četrdeset godina nosila crninu tugujući za Albertom, Viktorija nije voljela crne pogrebe, pa je London bio u znaku ljubičaste i bijele boje. Utisak je pojačao snijeg koji je počeo padati za vrijeme njenog pogreba. Sahranjena je u mauzoleju Frogmore, pored svog supruga.
Viktoriju je naslijedio njen najstariji sin, Edvard VII. Njegovim dolaskom na tron dinastija Sachsen-Coburg-Gotha zamijenila je dinastiju Hannover.

## Ostavština
Viktorijina vladavina obilježena je postupnim osnivanjem moderne, ustavne monarhije, a monarhu je dodijeljena uloga čuvara nacionalne sigurnosti. Serija zakonskih reformi učinila je donji dom parlamenta mnogo utjecajnijim, po trošku monarha i gornjeg doma parlamenta, a uloga monarha postala je simbolična. Nakon Viktorijine vladavine monarh je, prema riječima Waltera Bagehota, imao "pravo da bude konzultiran, da savjetuje i da upozori".
Kako je Viktorijina vladavina postajala više simboličnom nego političkom, posebna pažnja se počela posvećivati očuvanju morala i obiteljskih vrijednosti, nasuprot seksualnim, financijskim i osobnim skandalima koji su bili povezivani s prethodnim članovima dinastije Hannover i koji su štetno djelovali na monarhiju. Viktorijina vladavina je u Britaniji uspostavila koncept "obiteljske monarhije", s kojom se rastuća srednja klasa mogla poistovjetiti.
Na međunarodnom nivou Viktorija je ostala važna i cijenjena figura, ne samo kao utjelovljenje imperijalnog utjecaja Britanije u njenim kolonijama, nego i zbog obiteljskih veza s mnogim europskim kraljevskim i carskim obiteljima. Osmero od devetero njene djece brakom je ušlo u mnoge europske dvorove, čime je Viktorija dobila izvjesnu kontrolu nad ostalim zemljama. Viktorija se pobrinula i za svoju najmlađu kćer, Luizu, koju je udala za škotskog vojvodu i tako se približila Škotima. Zanimljiva činjenica je da su tri glavna vladara zaraćenih zemalja u tijeku Prvog svjetskog rata bili ili Viktorijini unuci ili oženjeni njenim unukama.
Osim izvjesnog britanskog utjecaja, Viktorijina djeca su u europske dvorove donijeli i opaku nasljednu bolest - hemofiliju. Viktorija je bila prvi poznati oboljeli od te bolesti u kraljevskoj obitelji, ali ne može se sa sigurnošću utvrditi kako i od koga ju je naslijedila. Moguće je da je bolest nastala zbog neke genetske mutacije, jer je njen otac imao pedeset i pet godina kada je Viktorija začeta. Bilo je i spekulacija da vojvoda od Kenta nije Viktorijin biološki otac, već da je ona kćer vojvodinog osobnog tajnika. Hemofilija se ne nasljeđuje od očeva ni s očeve strane obitelji, pa je ipak najvjerojatnije da je hemofiliju naslijedila od majke, iako nema podataka o hemofiliji u njenoj obitelji. Viktorija je bolest prenijela na jednog od svojih sinova, Leopolda, a njene kćeri, Alisa i Beatricija, su je prenijele na svoje sinove. Najpoznatija žrtva hemofilije među Viktorijinim potomcima je njen praunuk, carević Aleksej.
Prema podacima iz 2004. godine, trenutni i bivši europski monarsi potekli od Viktorije su:
- Elizabeta II. od Ujedinjenog Kraljevstva,
- Harald V. od Norveške,
- Carl XVI. Gustaf od Švedske
- Margareta II. od Danske
- Juan Carlos I. od Španjolske
- Konstantin II. od Grčke, svrgnut s trona
- Mihael od Rumunjske, svrgnut s trona

Viktorija je iskusila nepopularnost i hladnoću naroda tijekom prvih godina udovištva, ali je do 1880-ih opet postala iznimno popularna monarhinja. Godine 2002. BBC je proveo anketu prema kojoj je narod Viktoriju stavio na osamnaesto mjesto, među najvažnijim i najpopularnijim Britancima.
Osamdesetdvogodišnja Viktorija je 19. siječnja 1901. godine zamijenila svog djeda, Đuru III., na mjestu najduže vladajućeg britanskog monarha. Taj je položaj 21. prosinca 2007. godine preuzela njena prapraunuka, bivša monarhinja, Elizabeta II.
Izumi Viktorijanskog doba uključuju poštanske marke i željeznicu. Viktorija je bila prvi britanski monarh koji je putovao vlakom.
Kraljica Viktorija je bila i ostala najslavljeniji britanski monarh, a njene su statue podignute u svim većim gradovima bivših i sadašnjih britanskih kolonija. Po njoj su dobivala imena mnoga područja i prirodna obilježja, poput jedne australske države i najvećih te najpoznatijih slapova na svijetu. Međutim, mnoge bivše kolonije su nakon priznavanja neovisnosti promijenile nazive institucija uspostavljenih za vrijeme Viktorijine vladavine. Čak su i neke statue uklonjene, poput one ispred kuće Leinster u Dublinu. Naime, kuća je kupljena i pretvorena u sjedište irskog neovisnog parlamenta. Nakon godina kritiziranja, 1947. godine statua je uklonjena, a 1987. poklonjena Australiji.
| Prethodnik Vilim IV. | Kraljica Ujedinjenog Kraljevstva | Nasljednik Eduard VII. |